# Ondata di caldo dell'agosto 1999
L'ondata di caldo dell'agosto 1999 rappresenta una delle più intense ondate di calore che hanno interessato la Sicilia, Malta, molte regioni dell'Italia peninsulare e varie zone di Sardegna e Corsica. I picchi furono registrati negli ultimi due giorni della prima decade del mese di agosto del 1999 a Malta e su Sicilia, Sardegna e regioni meridionali italiane e l'ultimo giorno della seconda decade del mese sulla Corsica orientale e nuovamente su Sardegna e Sicilia.

## Descrizione
Durante il primo picco di questa intensa ondata di calore venne registrata il giorno 10 una temperatura massima di 48,5 °C presso la stazione meteorologica di Catenanuova, in Sicilia, gestita dall'Osservatorio delle Acque: tale valore è da considerare la più alta temperatura attendibile registrata nell'intero territorio europeo. In Sicilia la soglia dei 45 °C venne superata tra il giorno 9 e il giorno 10 a Monreale con 48,0 °C, a Piano Falzone sempre con 48,0 °C, a Noto sempre con 48,0 °C, a Riesi con 47,1 °C, alla stazione meteorologica presso la Diga Paceco con 47,0 °C, a Bompensiere sempre con 47,0 °C, a Lentini sempre con 47,0 °C, alla stazione meteorologica presso la Diga Gibbesi con 46,6 °C, a Viagrande con 46,3 °C, a Scillato con 46,1 °C, alla stazione meteorologica dell'Azienda Pietranera con 46,0 °C, alla stazione meteorologica di Lago Gorgo sempre con 46,0 °C, a Delia sempre con 46,0 °C, ad Ispica sempre con 46,0 °C, a Torricchia sempre con 46,0 °C, a Caltanissetta con 45,9 °C, a Birgi Nuovo con 45,7 °C, a Canicattini Bagni sempre con 45,7 °C, a Militello Rosmarino con 45,6 °C, a Villagrazia con 45,3 °C, alla stazione meteorologica presso la Diga di Cimia sempre con 45,3 °C, all'Istituto Zootecnico di Palermo con 45,2 °C, al Santuario di Tagliavia sempre con 45,2 °C, a Floridia sempre con 45,2 °C, a Caronia con 45,1 °C, a Mineo con 45,1 °C, alle stazioni meteorologiche palermitane dell'Osservatorio Astronomico e di Piazza Verdi con 45,0 °C, a Piano Piraino sempre con 45,0 °C, alla stazione meteorologica della Diga Fanaco lungo il corso del Platani sempre con 45,0 °C, a Modica e a Sortino sempre con 45,0 °C.
Tra le stazioni del Servizio Meteorologico dell'Aeronautica Militare il 9 agosto la stazione meteorologica di Trapani Birgi con 44,0 °C, la stazione meteorologica dell'aeroporto di Luqa, a Malta, con 43,8 °C e la stazione meteorologica di Prizzi (a 1.035 metri s.l.m.) facevano registrare il loro record di temperatura massima assoluta mentre la stazione meteorologica di Pantelleria con 41,8 °C, la stazione meteorologica di Cozzo Spadaro e la stazione meteorologica di Enna Montesalvo con 39,8 °C, la stazione meteorologica di Capo Carbonara e la stazione meteorologica di Ustica con +39,0 °C facevano registrare i propri record di temperatura massima mensile di agosto.
Il giorno 10, oltre al nuovo record europeo di temperatura massima assoluta registrato a Catenanuova, la stazione meteorologica di Palermo Boccadifalco con 45,2 °C, la stazione meteorologica dell'eliporto dell'isola di Capri con 42,9 °C, la stazione meteorologica di Capo Frasca con 41,6 °C e la stazione meteorologica di Bonifati con 40,0 °C facevano registrare i propri record di temperatura massima assoluta, mentre la stazione meteorologica di Catania Sigonella con 45,0 °C e la stazione meteorologica di Palermo Punta Raisi con +42,4 °C facevano registrare i propri record di temperatura massima mensile di agosto.
Infine, nel corso del secondo picco dell'ondata di calore, il giorno 20 la stazione meteorologica dell'aeroporto di Bastia Poretta, in Corsica, con +38,3 °C faceva registrare il proprio record di temperatura massima assoluta.